# Isoetes sinensis
Isoetes sinensis är en kärlväxtart som beskrevs av Edward Palmer. Isoetes sinensis ingår i släktet braxengräs, och familjen Isoetaceae. Inga underarter finns listade i Catalogue of Life.